# المصارعات (مانتوفاسماتوديا)
تنتمي المصارعات (مانتوفاسماتوديا) (بالإنجليزية: Mantophasmatodea) إلى الرتبة الفرعية آكلات اللحوم وهي حشرات إفريقية، تم اكتشافها عام 2002، وفي البداية تم تقديمها على أنها رُتبة جديدة، ثم أصبحت تُعرف طبقًا لمرتبةٍ تصنيفيةٍ أقل وهي الرتبة الفرعية التي تشمل الفصيلة الفردية مانتوفاسماتيديا (Mantophasmatidae). وتندرج هي وغريلوبلاتيديا (Grylloblattidae) تحت رُتبة نوتوبتيرا (Notoptera)

## نظرة عامة
إن الاسم الشائع والدارج لهذه الرُتبة هو المجالدات، على الرغم من أنها تُعرف أيضًا بزاحفات الجليد، heelwalkers، mantophasmids، وبالعامية تعرف باسم السرعوف mantos. ويتمثل التوطن الحديث لهذه الحشرات في غرب جنوب أفريقيا وناميبيا (جبال براندبيرغ)،">http://www.mantophasmatodea.de/gladiator/namibiafahrtGB.htm</ref></a> على الرغم من قلة بقايا أعدادها، تشير حفريات عصر الإيوسين إلى انتشارها في أماكنٍ قديمه وتوزّعها على نطاقٍ أوسع
تُعد حشرات هذه الرتبة من الحشرات غير المجنحة حتى البالغة منها، مما يجعل التعرف عليها صعبًا نسبيًا. ويُمكن تشبيه المصارعات بأنها مزيج بين أفراس النبي (السرعوف) والحشرات العصوية، كما يشير الدليل الجزئي إلى أن مجموعة الحشرات الغامضة غريلوبلاتيديا  (زاحفات الجليد) هي أكثر الحشرات قربًا وتشابهًا معها، ولذلك قد تم جمعهما معًا تحت رتُبة واحدة وهي الصرصوريات. وتم وصف المصارعات بهذا الشكل بناءً على فحص عينات لها في متحفٍ قديمٍ، والتي تم العثور عليها في ناميبيا (Mantophasma zephyrum) وتانزانيا (M. subsolanum) وعلى ساحل البلطيق بداخل عينة من حجر الكهرمان ويرجع عمرها إلى 45-مليون-عام (Raptophasma kerneggeri).
وتم العثور أيضًا على عيناتٍ حية في ناميبيا من قبل بعثة دولية في أوائل 2002؛ حيث تم اكتشاف Tyrannophasma gladiator على جبل براندنبورغ،كما وجدت Mantophasma zephyrumفي منطقة Erongoberg Massif.

## التصنيف
تُقدم أحدث التصنيفات أجناسًا عديدة، وتشمل الحفريات">http://digitallibrary.amnh.org/dspace/bitstream/2246/5817/1/N3539.pdf]</ref></a> recognizes numerous genera, including fossils:
- المجموعاتبدائي والأصناف غير المحددة
  - الجنس †Raptophasma Zompro, 2001
  - الجنس†Adicophasma Engel & Grimaldi, 2004
  - الجنس †Ensiferophasma Zompro, 2005 (ربما لاتنتمي إلى المصارعات)
- الرُتيبة Tanzaniophasmatinae
  - الجنس Tanzaniophasma  Klass, Picker, Damgaard, van Noort, Tojo, 2003
- الرُتيبة سراعيف عصوية
  - قبيلة Tyrannophasmatini
    - الجنس Praedatophasma Zompro & Adis, 2002
    - الجنس Tyrannophasma Zompro, 2003

  - القبيلة Mantophasmatini Zompro, Klass, Kristensen, Adis, 2002 (شبه عرق?)
    - الجنس Chrisphasmanae Zompro, Klass, Adis, 2001
    - الجنس Mantophasma Zompro, Klass, Kristensen, Adis, 2002
    - الجنس Sclerophasma  Klass, Picker, Damgaard, van Noort, Tojo, 2003

  - القبيلة Austrophasmatini  Klass, Picker, Damgaard, van Noort, Tojo, 2003
    - الجنس Viridiphasma  Eberhard, Picker, Klass, 2011[8]">http://www.springerlink.com/content/7363030802434484/]</ref></a>
    - الجنس Austrophasma  Klass, Picker, Damgaard, van Noort, Tojo, 2003
    - الجنس Hemilobophasma  Klass, Picker, Damgaard, van Noort, Tojo, 2003
    - الجنس Karoophasma  Klass, Picker, Damgaard, van Noort, Tojo, 2003
    - الجنس Lobatophasma Klass, Picker, Damgaard, van Noort, Tojo, 2003 (formerly Lobophasma)
    - على الأقل 3 أنواع من جنسٍ واحد جديد أو أكثر

أحيانًا تَرتقي كافة الرُتيبات والقبائل إلى مرتبة العائلة (الفصيلة)

## وصلات خارجية
- [<a href="http://www.sungaya.de/oz/gladiator/">http://www.sungaya.de/oz/gladiator/</a> Mantophasmatodea - A new order of insects]
- [<a href="http://news.nationalgeographic.com/news/2002/03/0328_0328_TVstickinsect.html">http://news.nationalgeographic.com/news/2002/03/0328_0328_TVstickinsect.html</a> New insect order found in Southern Africa]
- [<a href="http://animals.about.com/cs/insects/a/aa041902a.htm">http://animals.about.com/cs/insects/a/aa041902a.htm</a> New order of insects identified: Mantophasmatodea find their place in Class Insecta]
- [<a href="http://blogs.scientificamerican.com/guest-blog/2011/04/26/man-discovers-a-new-life-form-at-a-south-african-truck-stop">http://blogs.scientificamerican.com/guest-blog/2011/04/26/man-discovers-a-new-life-form-at-a-south-african-truck-stop</a> Man discovers a new life-form at a South African truck stop]